# Axion estin
Ne doit pas être confondu avec Axion Esti.
Pour les articles homonymes, voir Axion (homonymie).

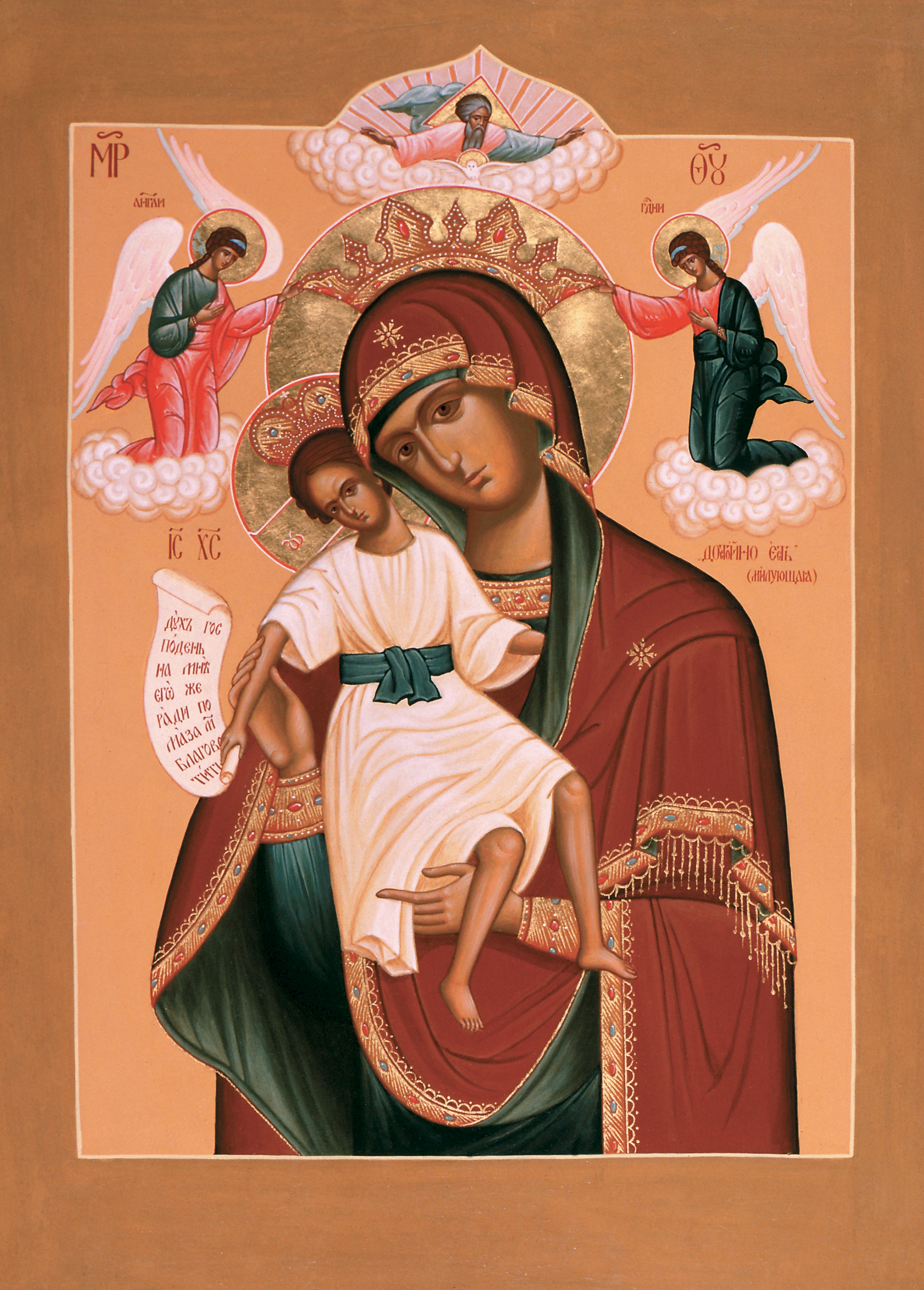
Icône russe de la Théotokos, Dostóino yesť (Axion Estin), XIX.

Axion Estin (en grec ancien : Ἄξιόν ἐστιν) est le nom utilisé pour désigner une hymne à la Mère de Dieu particulièrement célèbre dans la liturgie byzantine, chantée dans la plupart des liturgies après la consécration des Saints Dons. Ce nom vient des deux premiers mots du texte original, en grec, qui signifie « Il est digne ». Il est aussi chanté, sauf le dimanche, immédiatement après la fin du canon.

## Texte
| Texte original (en grec) | Traduction en français |
| --- | --- |
| Ἄξιόν ἐστιν ὦς ἀληθῶς, μακαρίζειν σὲ τὴν Θεοτόκον, τὴν ἀειμακάριστον καὶ παναμώμητον, καὶ Μητέρα τοῦ Θεοῦ ἡμῶν. Τὴν τιμιωτέραν τῶν Χερουβείμ, καὶ ἐνδοξοτέραν ἀσυγκρίτως τῶν Σεραφείμ, τὴν ἀδιαφθόρως Θεὸν Λόγον τεκοῦσαν, τὴν ὄντως Θεοτόκον, σὲ μεγαλύνομεν. | Il est digne, en vérité, de te célébrer, ô Mère de Dieu (ou Déipare), toujours bienheureuse et toute-immaculée, et mère de notre Dieu. Toi, plus vénérable que les Chérubins, et incomparablement plus glorieuse que les Séraphins, qui sans corruption enfantas Dieu le Verbe, toi, véritablement Mère de Dieu, nous te magnifions. |

## Histoire
Côme de Maïouma écrivit au VIIIe siècle une hymne à la Vierge Marie : « Plus honorable que les Chérubins… » pour la neuvième ode du canon du Samedi Saint. C'est la première phrase de l'hymne Axion Estin. Elle est utilisée comme refrain lors du chant du Magnificat à la fin du canon des matines, et chantée lors du congé de tous les offices, à l'exception de la Divine Liturgie.
La tradition rapporte que le 11 juin 882, un moine du mont Athos aurait reçu la visite de l’archange Gabriel, qui lui aurait remis sur une tablette gravée la phrase qui constitue désormais la première partie de l'hymne, qui lui fut présentée comme la louange des Anges adressée à la Mère de Dieu. À la fin de l'office des Typiques a lieu le dialogue suivant :
« Prêtre : Sagesse !

Chœur : Il est digne, en vérité, de te célébrer, ô Mère de Dieu (ou Déipare), toujours bienheureuse et toute-immaculée, et mère de notre Dieu.

Prêtre : Très Sainte Mère de Dieu, sauve-nous.

Chœur : Toi, plus vénérable que les Chérubins, et incomparablement plus glorieuse que les Séraphins, qui sans corruption enfantas Dieu le Verbe, toi, véritablement Mère de Dieu, nous te magnifions. »
Puis suit le reste du congé.
Toujours selon la tradition, la relique en lien avec le miracle de 882 aurait été amenée à Sainte-Sophie, à Constantinople, par le patriarche de Constantinople Nicolas II Chrysobergès qui eut vent de la nouvelle.

## Autres usages
- C'est une fête liturgique commémorant la révélation de cette hymne par l'archange Gabriel et célébrée le dernier samedi du Grand Carême[3].
- C'est une icône de la Mère de Dieu conservée au Protaton du mont Athos (nom du catholicon de Karyès), et plus généralement un style d'icônes inspirées de l'icône originale et de l'hymne[4].
- C'est enfin le titre d'un long poème d'Odysséas Elýtis, publié en 1960, et mis en musique par Míkis Theodorákis sous forme d'oratorio en 1964.